# Gutierez
Gutierez – polski zespół rockowy, którego muzycy pochodzą z Mysłowic. 
Debiutancki album zatytułowany Rodeo Love artyści nagrali w 2006 roku, producentem płyty został Jan Kidawa. Zespół zaprezentował się jako support grupy Pearl Jam przed jej koncertem na Stadionie Śląskim w Chorzowie 13 czerwca 2007 roku.
Drugi album zatytułowany Stereo dożylnie wydany został 30 maja 2008 przez firmę Box Music. Płytę wyprodukował Adam Toczko, singlem promującym był utwór "Stereo Dożylnie". Zespół rozpadł się w 2011 roku.
Gutierez wznowił swoją działalność jako duet Woźniczko/Chrząścik w 2022 roku. Wypuszczone następnie single "Olbrzym", "Bartek" oraz "Czereśnie" promują album Mapa końca świata, który ukazał się 18 października 2024 roku.

## Skład

### Skład zespołu
- Bartek Woźniczko - śpiew
- Grzegorz Chrząścik - gitara

### Byli członkowie
- Szymon Polok - gitara
- Marcin Szlaga - keyboard
- Jarek Bartkowiak - perkusja
- Adam Bejnar-Bejnarowicz - gitara basowa

### Muzycy koncertowi (od 2023)[6]
- Adam Bejnar-Bejnarowicz - gitara basowa
- Krzysztof Chłopek - gitary
- Bartosz Bezegłów - klawisze, chórki
- Michał Rerak - perkusja

## Dyskografia
| Tytuł             | Data wydania         | Wydawca              |
| ----------------- | -------------------- | -------------------- |
| Rodeo Love        | październik 2006     | Box Music            |
| Stereo dożylnie   | 2008                 | Box Music            |
| Mapa końca świata | 18 października 2024 | Music Corner Records |